# Зачопкі (Люблінське воєводство)
Зачопкі (пол. Zaczopki) — село в Польщі, у гміні Рокитно Більського повіту Люблінського воєводства. Населення — 189 осіб (2011).

## Історія
За даними етнографічної експедиції 1869—1870 років під керівництвом Павла Чубинського, у селі проживали лише греко-католики, які розмовляли українською мовою.
У 1975—1998 роках село належало до Білопідляського воєводства.

## Демографія
Демографічна структура станом на 31 березня 2011 року:
|          | Загалом | Допрацездатний вік | Працездатний вік | Постпрацездатний вік |
| -------- | ------- | ------------------ | ---------------- | -------------------- |
| Чоловіки | 91      | 19                 | 57               | 15                   |
| Жінки    | 98      | 12                 | 47               | 39                   |
| Разом    | 189     | 31                 | 104              | 54                   |